# Godar
Godar (nep. गोदार) – gaun wikas samiti w środkowej części Nepalu w strefie Dźanakpur w dystrykcie Dhanusa. Według nepalskiego spisu powszechnego z 2011 roku liczył on 1609 gospodarstw domowych i 7807 mieszkańców (4040 kobiet i 3767 mężczyzn).